# Трансплантація гемопоетичних стовбурових клітин
Трансплантація гемопоетичних стовбурових клітин (ТГСК) — трансплантація мультипотентних гемопоетичних стовбурових клітин, зазвичай отриманих із кісткового мозку, периферичної крові або пуповинні крові, з метою реплікації всередині пацієнта та отримання додаткових нормальних клітин крові. Може бути аутологічною (в якій використовуються власні стовбурові клітини пацієнта), алогенною (в якій стовбурові клітини походять від донора) або сингенною (від однояйцевого близнюка).
Найчастіше її проводять пацієнтам з певними видами раку крові або кісткового мозку, такими як множинна мієлома або лейкемія. У цих випадках імунну систему реципієнта зазвичай руйнують променевою або хіміотерапією перед трансплантацією. Інфекція та реакція «трансплантат проти хазяїна» є основними ускладненнями алогенної ТГСК.
ТГСК залишається небезпечною процедурою з багатьма можливими ускладненнями. Вона призначена для пацієнтів із захворюваннями, що загрожують життю. Оскільки виживаність після процедури зросла, її використання розширилося за межі раку до аутоімунних захворювань і спадкових скелетних дисплазій, особливо злоякісного інфантильного остеопетрозу і мукополісахаридозу.

## Медичне використання

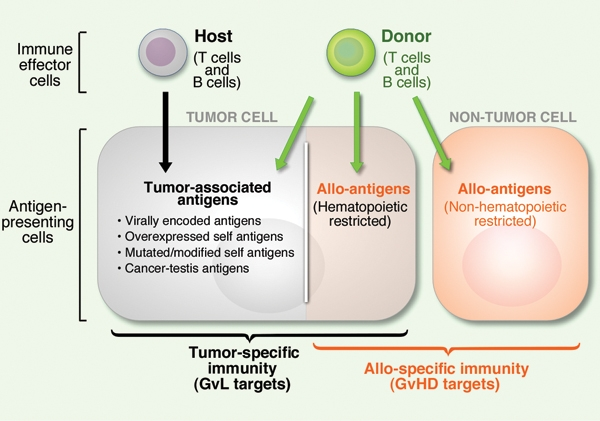
Спектр цільових антигенів, пов'язаних з пухлинним імунітетом і алоімунітетом після алогенної ТГСК: Т і В-клітини хазяїна можуть бути індуковані до розпізнавання пухлинно-асоційованих антигенів, тоді як донорські В і Т-клітини можуть розпізнавати як пухлинно-асоційовані антигени, так і алоантигени.

### Показання
Показаннями до трансплантації стовбурових клітин є:

#### Злоякісні (ракові)
- Гострий мієлоїдний лейкоз
- Хронічний мієлоїдний лейкоз
- Гострий лімфобластний лейкоз
- Ювенільний мієломоноцитарний лейкоз
- Лімфома Ходжкіна (рецидив, рефрактерна)
- Неходжкінська лімфома (рецидив, рефрактерна)
- Нейробластома
- Саркома Юінга
- Множинна мієлома
- Мієлодиспластичні синдроми
- Гліоми, інші солідні пухлини

#### Незлоякісні (неракові)
- Таласемія
- Серповидноклітинна анемія
- Апластична анемія
- Анемія Фанконі
- Злоякісний дитячий остеопетроз
- Мукополісахаридоз
- Пароксизмальна нічна гемоглобінурія
- Дефіцит піруваткінази
- Синдроми імунодефіциту
- Аутоімунні захворювання,[12] включаючи розсіяний склероз[13][14]

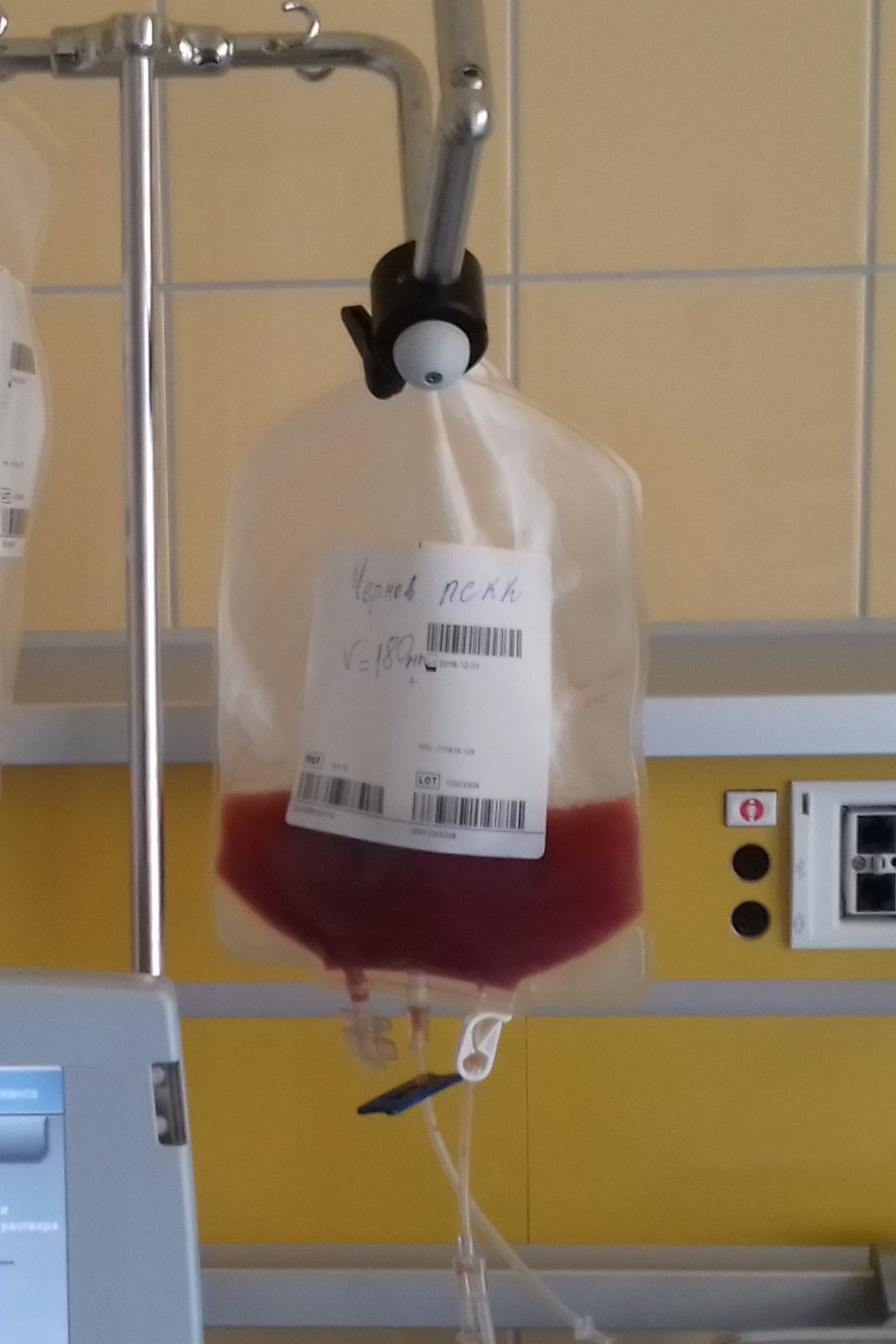
Стовбурові клітини периферичної крові

Багато реципієнтів HSCT є пацієнтами з множинною мієломою або лейкемією, які не принесуть користі від тривалого лікування хіміотерапією або вже є резистентними до неї. Кандидатами на HSCT є педіатричні випадки, коли у пацієнта є вроджений дефект, такий як тяжкий комбінований імунодефіцит або вроджена нейтропенія з дефектними стовбуровими клітинами, а також діти або дорослі з апластичною анемією, які втратили свої стовбурові клітини після народження. Інші захворювання, які лікують за допомогою трансплантації стовбурових клітин, включають серповидно-клітинну анемію, мієлодиспластичний синдром, нейробластому, лімфому, саркому Юінга, десмопластичну дрібноклітинну круглоклітинну пухлину, хронічну гранулематозну хворобу, хворобу Ходжкіна та синдром Віскотта-Олдріча. Було розроблено немієлоаблативні, так звані процедури міні-трансплантації (мікротрансплантації), які вимагають менших доз препаративної хіміотерапії та променевої терапії, що дозволяє проводити ТГСК у літніх людей та інших пацієнтів, які інакше вважалися б надто слабкими, щоб витримати звичайне лікування. режим.

### Кількість процедур
Згідно з глобальним опитуванням 1327 центрів у 71 країні, проведеним Всесвітньою мережею трансплантації крові та кісткового мозку, у 2006 році в усьому світі було зареєстровано 50 417 перших ТГСК. З них 28 901 (57 %) були аутологічними і 21 516 (43 %) були алогенними (11 928 від сімейних донорів і 9 588 від нерідних донорів). Основними показаннями для трансплантації були лімфопроліферативні захворювання (55 %) і лейкемії (34 %), і багато з них мали місце або в Європі (48 %), або в Америці (36 %).
Всесвітня мережа трансплантації крові та кісткового мозку повідомила про мільйонну трансплантацію, яка була проведена в грудні 2012 року.
У 2014 році, за даними Всесвітньої асоціації донорів кісткового мозку, продукти стовбурових клітин, надані для неспоріднених трансплантацій у всьому світі, зросли до 20 604 (4 149 донацій кісткового мозку, 12 506 донацій стовбурових клітин периферичної крові та 3 949 одиниць пуповинної крові).

## Подальше читання
- Cote GM, Hochberg EP, Muzikansky A, Hochberg FH, Drappatz J, McAfee SL, Batchelor TT, LaCasce AS, Fisher DC, Abramson JS, Armand P, Chen YB (January 2012). Autologous stem cell transplantation with thiotepa, busulfan, and cyclophosphamide (TBC) conditioning in patients with CNS involvement by non-Hodgkin lymphoma. Biology of Blood and Marrow Transplantation. 18 (1): 76—83. doi:10.1016/j.bbmt.2011.07.006. PMID 21749848. {{cite journal}}: Недійсний |display-authors=6 (довідка)